# Иван Владимир
Йоан Владимир е и псевдоним на българската писателка Ангелина Илиева.
Княз Иван Владимир, почитан от църквата като свети Йоан Владимир (на сръбски: Јован Владимир или Jovan Vladimir; на албански: Jon Vladimir), е княз на сръбското княжество Дукля, обявен след смъртта му от православната църква за светец.
Бащата на Иван Владимир се казвал Петрислав и бил първият владетел (архонт) на Дукля. Иван Владимир е братовчед на Стефан Войслав, понеже Драгомир му бил чичо, т.е. брат на архонт Петър.
Иван Владимир идва на престола в Дукля между 990 и 995 г. След неуспешна война с българския цар Самуил през 998 г. той е отведен в плен в България. Краткото житие на Иван Владимир посочва като негов учител охридския архиепископ Николай. Самуил го жени за дъщеря си Теодора Косара и го връща като български васал на дуклянския престол.
След убийството на цар Гаврил Радомир през 1015 г. новият български владетел Иван Владислав вижда в Иван Владимир претендент за престола и с измама го убива на 22 май 1016 г. Според Скилица Иван Владимир е миролюбив (спрямо Византия); в добавка към това Владимир не бърза да поднови васалните си клетви, а прави това след хиляди уговорки и с посредничеството на жена си. Някои изследователи тълкуват това като гузна съвест. Възможно е и Иван Владислав да го е изтълкувал в този смисъл.
Отначало князът е погребан в църквата „Св. Ахил“ в самата Преспа. Теодора-Косара пренася светите мощи в манастира „Св. Богородица Пречиста“, наричан още „Св. Богородица Краинска“ или само „Пречиста Краинска“ на брега на Шкодренското езеро. Смята се, че тази обител е създадена от княз Петрислав, близо до княжеската резиденция Краина. Както разказва дуклянският летописец, „…Косара, съпругата на блажения Владимир, станала монахиня, завършила живота си в същата църква с благочестие и свето подвижничество и била погребана там при нозете на своя мъж“. Мощите на св. Иван Владимир остават в манастира „Св. Богородица Пречиста“ до 1215 г., когато епирският деспот Михаил Ангел Комнин (1204 – 1215 г.) ги пренася най-вероятно в Драч (дн. Дуръс, Албания). През 1381 г. по волята на албанския владетел Карло Топия (1358–1388) те са отнесени в манастира „Св. Йоан“. Светите мощи  се пазят там до най-ново време и векове наред са почитани от местните българи и албанци.
Мощите на Иван Владимир, които в продължение на векове са пазени в манастира „Свети Йоан Владимир“ край гр. Елбасан, Албания, днес са в катедрата на Албанската православна църква в Тирана. В село Вели Микуличи близо до град Бар в Черна гора се пази кръст, който по предание е бил дарен от българския цар Иван Владислав на княз Иван Владимир – той е на особена почит сред местното население (православни, католици и дори мюсюлмани) от векове.

## Памет в България
В България все още няма нито един храм или манастир, посветени на свети Йоан Владимир. Негов стенопис има в манастира „Възнесение Господне“ (Свети Спас) край софийското село Лозен.
На някои икони Йоан Владимир държи в лявата ръка главата си, подобно на Йоан Кръстител, тъй като, според житието му, след отсичането на главата му от Иван Владислав, Йоан Владимир я взема и влиза в близката черква при предалите го духовници.
В тропара в чест на Йоан Владимир се казва: „Кръста, явен ти в блясък от небесата, си проповядвал на всички, славни Йоане Владимире; обагрен и очистен от своите кърви си се сподобил с нетленно въздаяние и предстоиш пред Света Троица. Затова моли дръзновено да се спасим.“
В чест на Йоан Владимир има написан акатист, в който се казва: „Избрания от царски род и увенчан на Небесата от Царя на царете, Христовия великомъченик Иоан-Владимир дойдете, верни, да възпеем с похвални песни като свят княз и великоименит чудотворец. А ти, доблестни страдалче, имайки силна молитва пред Господа, милостиво се вслушай в молбите на тези, които с вяра ти зоват:
Радвай се, Иоане-Владимире, княже Български чудотворче!“
Има написана и служба в чест на свети Йоан Владимир, в която се казва: „От българите израсна, блажени Йоане, като благовонна и мироухаеща шипка, [и] на Бога угоди с пост, моления и бдения, молитви въздаващ на Господа от чистото си и свято сърце. Затова събрани заедно, възхваляваме твоята доблест, славни.“